# Grzegorz Krzesiński
Grzegorz Marek Krzesiński (ur. 1955, zm. 17 lutego 2020) – polski specjalista z zakresu mechaniki konstrukcji i mechaniki ciał odkształcalnych, dr hab., profesor uczelni, zastępca dyrektora i dyrektor Instytutu Techniki Lotniczej i Mechaniki Stosowanej Wydziału Mechanicznego Energetyki i Lotnictwa Politechniki Warszawskiej.

## Życiorys
W 1990 obronił pracę doktorską Zastosowanie metody elementów brzegowych do kształtowania dwuwymiarowych konstrukcji sprężystych, 25 czerwca 2013 habilitował się na podstawie pracy zatytułowanej Metody symulacji komputerowej w badaniach reakcji tkanki kostnej na obciążenia i w projektowaniu implantów. Otrzymał nominację profesorską.
Objął funkcję profesora uczelni, zastępcy dyrektora, oraz dyrektora w Instytucie Techniki Lotniczej i Mechaniki Stosowanej na Wydziale Mechanicznym Energetyki i Lotnictwa Politechniki Warszawskiej. 
Zmarł 17 lutego 2020, pochowany na cmentarzu w Starej Iwicznej.